# Careca
Antônio de Oliveira Filho, genannt Careca (* 5. Oktober 1960 in Araraquara) ist ein ehemaliger brasilianischer Fußballspieler.

## Vereine
In den 1980er-Jahren spielte Careca an der Seite des Argentiniers Diego Maradona beim italienischen Fußball-Erstligisten SSC Neapel und war ein wichtiger Bestandteil der Mannschaft, die zwei italienische Meisterschaften 1986/87, 1989/90 sowie einen Triumph im UEFA-Pokal (1989) erringen konnte. Careca kam nach der Saison 1986/87 zu Neapel. Die Angriffslinie mit Careca, Bruno Giordano und Maradona wurde auch als „Ma-Gi-Ca“-Angriffslinie (Maradona-Giordano-Careca) bezeichnet. 

## International
Im Gegensatz zu diesen Titeln blieb ihm der große Erfolg mit der brasilianischen Fußballnationalmannschaft versagt. 1982 verhinderte eine Verletzung die Teilnahme an der Fußball-Weltmeisterschaft in Spanien. Careca wurde durch Serginho Chulapa ersetzt. Während er bei der Qualifikation zur WM 1986 noch Ersatzspieler war, hatte er sich während des Verlaufs der Weltmeisterschaft in Mexiko als Stammspieler durchgesetzt. Brasilien marschierte mit vier Siegen in vier Spielen und 9:0 Toren ins Viertelfinale, wo man auf Europameister Frankreich traf. In einem hochklassigen und dramatischen Spiel, das einige Journalisten als Jahrhundertspiel bezeichneten, unterlag Brasilien im Elfmeterschießen. Careca war bei dieser WM einer der Leistungsträger Brasiliens gewesen und lag mit fünf Treffern ein Tor hinter Gary Lineker, der Torschützenkönig dieser WM wurde.
Bei der WM 1990 in Italien war Careca Stammspieler und war zusammen mit Müller bzw. Romário im Sturm eingesetzt. Brasilien besiegte alle Gegner der Vorrunde und zog mit sechs zu null Punkten und nur einem Gegentor ins Achtelfinale ein, wo man auf Argentinien traf. Titelverteidiger Argentinien hatte sich durch die Vorrunde gequält und war nur als bester Drittplatzierter weitergekommen. Das Spiel Brasilien gegen Argentinien drohte in die Verlängerung zu gehen, als ein brillanter Pass Maradonas auf Caniggia in der 80. Minute den Siegtreffer Argentiniens einleitete, der Brasilien aus dem Turnier warf.
In neun Weltmeisterschaftsspielen während zweier Weltmeisterschaften erzielte Careca sieben Tore. 
Careca absolvierte insgesamt 60 Länderspiele für Brasilien, in denen er 29 Tore erzielte.
Außerdem nahm er 1983 und 1987 an zwei Südamerikameisterschaften teil, wobei Brasilien 1983 Vizemeister wurde.

## Erfolge
Nationalmannschaft
Zweiter der Copa América 1983 mit der brasilianischen Nationalmannschaft
Guarani FC
- Campeonato Brasileiro de Futebol Série A: 1978
- Campeonato Brasileiro de Futebol – Série B: 1981

FC São Paulo
- Campeonato Brasileiro de Futebol Série A:1986
- Staatsmeisterschaft von São Paulo: 1985, 1987

SSC Neapel
- UEFA-Pokal-Sieger: 1988/89
- Italienischer Meister: 1989/90
- Italienischer Superpokalsieger: 1990

Auszeichnung
- Brasilianischer Torschützenkönig: 1986
- Bola de Ouro: 1986
- Campeonato Paulista: Torschützenkönig 1985

## Trivia
Es gab zwei weitere brasilianische Fußballer, die den Spitznamen Careca führten: Den Nationalspieler, Hamilton de Souza. Hamilton de Souza nahm für Brasilien an der Olympiade 1988 in Südkorea teil. Außerdem Careca Bianchesi (* 1964), der beim Marília AC spielte.
Durch die Initiative von Careca und seinem ehemaligen Mitspieler Edmar Bernardes dos Santos beim Guarani FC wurde 1998 der Campinas FC in Campinas gegründet. Der Klub bestand bis Januar 2010 und ging dann in dem SC Barueri auf.